# Futbol'nyj Klub Dynamo Kyïv 2007-2008
Questa voce raccoglie le informazioni riguardanti il Futbol'nyj Klub Dynamo Kyïv, meglio conosciuta come Dinamo Kiev, nelle competizioni ufficiali della stagione 2007-2008.

## Stagione
La Dinamo Kiev, allenata inizialmente da Anatolij Dem"janenko, poi sostituito prima con József Szabó, successivamente con Oleh Lužnyj e infine da Jurij Sëmin, conclude la stagione arrivando al secondo posto nel campionato ucraino. In coppa nazionale perde in finale contro i rivali dello Šachtar. In Champions League il cammino dei bianco-blu si conclude nella fase a gironi col quarto posto, collezionando sei sconfitte su altrettante partite. In Supercoppa d'Ucraina la Dinamo Kiev trionfa ai rigori sempre contro la squadra di Donec'k.

## Maglie e sponsor
|  | Casa |  | Trasferta |

## Rosa
| N. |                    | Ruolo | Calciatore            |
| -- | ------------------ | ----- | --------------------- |
| 1  | Ucraina (bandiera) | P     | Oleksandr Šovkovs'kyj |
| 21 | Ucraina (bandiera) | P     | Taras Lucenko         |
| 55 | Ucraina (bandiera) | P     | Oleksandr Rybka       |
| 44 | Brasile (bandiera) | D     | Rodrigo               |
| 23 | Ucraina (bandiera) | D     | Oleksandr Romančuk    |
| 81 | Serbia (bandiera)  | D     | Marjan Marković       |
| 30 | Marocco (bandiera) | D     | Badr El Kaddouri      |
| 26 | Ucraina (bandiera) | D     | Andrij Nesmačnyj      |
| 29 | Ucraina (bandiera) | D     | Vitalij Mandzjuk      |
| 32 | Serbia (bandiera)  | D     | Goran Gavrančić       |
| 98 | Ucraina (bandiera) | D     | Oleh Dopilka          |
| 6  | Serbia (bandiera)  | D     | Goran Sablić          |
| 27 | Ucraina (bandiera) | D     | Vladyslav Vaščuk      |
| 2  | Ucraina (bandiera) | D     | Serhij Fedorov        |
| 14 | Ucraina (bandiera) | C     | Ruslan Rotan'         |
| 24 | Ucraina (bandiera) | C     | Vitalij Fedoriv       |
| 37 | Nigeria (bandiera) | C     | Ayila Yussuf          |
| 20 | Ucraina (bandiera) | C     | Oleh Husjev           |
| 7  | Brasile (bandiera) | C     | Corrêa                |
| 88 | Ucraina (bandiera) | C     | Oleksandr Alijev      |
| 4  | Romania (bandiera) | C     | Tiberiu Ghioane       |
| 22 | Ucraina (bandiera) | C     | Denys Dedečko         |

| N. |                        | Ruolo | Calciatore               |
| -- | ---------------------- | ----- | ------------------------ |
| 49 | Ucraina (bandiera)     | C     | Roman Zozulja            |
| 15 | Brasile (bandiera)     | C     | Diogo Rincón             |
| 11 | Brasile (bandiera)     | C     | Michael                  |
| 13 | Ucraina (bandiera)     | C     | Mykola Morozjuk          |
| 17 | Ucraina (bandiera)     | C     | Taras Mychalyk           |
| 3  | Senegal (bandiera)     | C     | Pape Diakhaté            |
| 12 | Ucraina (bandiera)     | C     | Vadym Mil'ko             |
| 8  | Bielorussia (bandiera) | C     | Valjancin Bjal'kevič     |
| 36 | Serbia (bandiera)      | C     | Miloš Ninković           |
| 23 | Croazia (bandiera)     | C     | Tomislav Bušić           |
| 9  | Brasile (bandiera)     | C     | Kléber                   |
| 18 | Ungheria (bandiera)    | A     | Balázs Farkas            |
| 38 | Ucraina (bandiera)     | A     | Volodymyr Lysenko        |
| 16 | Uzbekistan (bandiera)  | A     | Maksim Shatskix          |
| 70 | Ucraina (bandiera)     | A     | Andrij Jarmolenko        |
| 28 | Ucraina (bandiera)     | A     | Denys Olijnyk            |
| 19 | Ucraina (bandiera)     | A     | Artem Kravec'            |
| 10 | Guinea (bandiera)      | A     | Ismaël Bangoura          |
| 5  | Ucraina (bandiera)     | A     | Serhij Rebrov (capitano) |
| 25 | Ucraina (bandiera)     | A     | Arcëm Mileŭski           |
| 31 | Bielorussia (bandiera) | A     | Andrėj Varankoŭ          |

## Risultati

### Coppa d'Ucraina
| Arbitro: | Abrosymov (Odessa) |

|                   |           |  |
| Shatskix 17’, 69’ | Marcatori |  |

| Arbitro: | Herenda (Kaluš) |

|              |           |                                                |
| Martynov 54’ | Marcatori | 6’ Shatskix 7’ Corrêa 15’ Bangoura 90’ Ghioane |

| Arbitro: | De Bleeckere |

|                             |           |  |
| Jokšas 26’ Zborovskyj 90+2’ | Marcatori |  |

| Arbitro: | Poduškin (Charkiv) |

|                                    |           |  |
| Bangoura 2’, 48’ (rig.) Husjev 39’ | Marcatori |  |

### Champions League

#### Preliminari
| Arbitro: | Yefet |

|  |           |              |
|  | Marcatori | 13’ Shatskix |

| Arbitro: | Dougal |

|                                                      |           |  |
| Bangoura 4’ Milošević 75’ (aut.) Rebrov 90+5’ (rig.) | Marcatori |  |

#### Fase a gironi
| Arbitro: | Hamer |

|                       |           |  |
| Perrotta 9’ Totti 70’ | Marcatori |  |

| Arbitro: | Layec |

|            |           |                     |
| Vaščuk 28’ | Marcatori | 14’ Tonel 38’ Polga |

| Arbitro: | Kassai |

|                         |           |                                                  |
| Rincón 33’ Bangoura 79’ | Marcatori | 10’ Ferdinand 18’ Rooney 41’, 68’ (rig.) Ronaldo |

| Arbitro: | Wegereef |

|                                            |           |  |
| Piqué 31’ Tévez 37’ Rooney 76’ Ronaldo 88’ | Marcatori |  |

| Arbitro: | Stark |

|              |           |                                       |
| Bangoura 62’ | Marcatori | 4’ Panucci 32’ Giuly 36’, 77’ Vučinić |

| Arbitro: | Dougal |

|                                                |           |  |
| Polga 35’ (rig.) João Moutinho 67’ Liédson 89’ | Marcatori |  |

### Supercoppa d'Ucraina
| Arbitro: | Vink |

|                                           |                      |                                |
| Mychalyk 26’, 30’                         | Marcatori            | 14’ Hladkyj 55’ Tkačenko       |
| Alijev Ninković Dedečko Marković Morozjuk | Tiri di rigore 4 – 2 | Brandão Fernandinho Jádson Raț |

## Statistiche

### Statistiche di squadra
| Competizione         | Punti | Totale | Totale | Totale | Totale | Totale | Totale | DR  |
| Competizione         | Punti | G      | V      | N      | P      | Gf     | Gs     | DR  |
| -------------------- | ----- | ------ | ------ | ------ | ------ | ------ | ------ | --- |
| Vyšča Liha           | 71    | 30     | 22     | 5      | 3      | 65     | 26     | +39 |
| Coppa d'Ucraina      | -     | 7      | 5      | 0      | 2      | 12     | 6      | +6  |
| Champions League     | 0     | 8      | 2      | 0      | 6      | 8      | 19     | -11 |
| Supercoppa d'Ucraina | -     | 1      | 0      | 1      | 0      | 2      | 2      | 0   |
| Totale               | 71    | 46     | 29     | 6      | 11     | 87     | 53     | +34 |